# Phương trình Hardy–Weinberg

Đường cong phân bố các kiểu gen trong trường hợp hai alen cùng locus gen với tần số p (của A) và q (của a) theo phương trình = (p + q)^{2}.

Phương trình Hardy–Weinberg (IPA: /hɑːdi - ˈwaɪnbərg/) là một công thức toán học mô tả tần số tương đối của các alen và tần số của các kiểu gen trong một quần thể sẽ ổn định qua nhiều thế hệ trong những điều kiện nhất định., , , 
Thuật ngữ này dịch từ nguyên gốc tiếng Anh Hardy–Weinberg equation cũng được gọi bằng nhiều tên khác (ngoại diện) như:
- Định luật Hardy–Weinberg (Hardy–Weinberg law).[3]
- Cân bằng Hardy–Weinberg (Hardy–Weinberg equilibrium).[1]
- Mô hình Hardy–Weinberg (Hardy–Weinberg model).
- Nguyên lý Hardy–Weinberg (Hardy–Weinberg principle).

Nó đều dùng để chỉ sự không đổi từ thế hệ này sang thế hệ khác của tần số các alen và của các kiểu gen trong quần thể, nhờ đó quần thể cân bằng về cấu trúc di truyền, khi không có tác động của các yếu tố tiến hóa (chọn lọc tự nhiên, trôi dạt di truyền, đột biến, dòng gen, hiệu ứng thắt cổ chai quần thể, v.v).
Mô hình toán học này do nhà toán học người Anh Godfrey Harold Hardy và bác sĩ người Đức Wilhelm Weinberg cùng công bố, độc lập với nhau vào năm 1908., 
Bản chất toán học của phương trình này là xác suất để mỗi loại giao tử đực có thể thụ tinh cho mỗi loại giao tử cái là như nhau và phụ thuộc vào tần số (tỉ lệ) mà nó có trong quần thể. Phương trình này là một mô hình chỉ áp dụng cho quần thể sinh vật sinh sản hữu tính và ở trường hợp giao phối ngẫu nhiên (ngẫu phối). Ngoài ra, phương trình không thể áp dụng được khi quần thể đang xét chịu tác động của các yếu tố tiến hoá. Tuy có nhiều điều kiện nghiệm đúng khó gặp trong tự nhiên, nhưng cho đến nay, phương trình này là cách tiếp cận rất quan trọng - nếu không nói là duy nhất - đến quá trình ngẫu phối diễn ra trong quần thể sinh vật hữu tính., 

## Lược sử

Nhà toán học Anh G.H Hacđi và bác sĩ Đức W. Venbơc

- Vào những năm đầu của thập niên 1900, ngay sau khi phát hiện lại các quy luật Mendel, nhiều nhà nghiên cứu sinh học đã tìm hiểu lại những quy luật này, trong số đó có Reginald Crundall Punnett. Tuy là giáo sư Di truyền học ở Đại học Cambridge, nhưng Punnett vẫn chưa thật rõ những chi tiết về toán học trong bài báo của G. J Mendel, nên trong một cuộc gặp gỡ với đồng nghiệp cùng trường là giáo sư toán học Godfrey Harold Hardy, ở một buổi cùng chơi cricket ông đã hỏi Hardy. Kết quả là ông không những được giải thích tường tận, mà còn gợi cho Hardy cảm hứng viết một bài báo khoa học bằng tiếng Anh, tựa đề "Mendelian proportions in a mixed population" (Tỉ lệ Mendel trong quần thể ngẫu phối).[7] Đây là một nền tảng cơ bản của di truyền học quần thể hiện đại.
- Vào khoảng thời gian này, bác sĩ người Đức Wilhelm Weinberg ở bên kia bờ đại dương cũng nghiên cứu vấn đề tương tự trong lĩnh vực di truyền trẻ đồng sinh cùng trứng và di truyền bệnh bạch tạng, đã công bố kết quả của mình trong một báo cáo trước "Verein für vaterländische Naturkunde in Württemberg" (Hội lịch sử tự nhiên quốc gia ở Württemberg), vào ngày ngày 13 tháng 1 năm 1908 (độc lập và trước thời điểm Hardy công bố bài báo ở Anh), sau đó báo cáo đã được ấn hành bằng tiếng Đức.[8] Đây cũng chính là một nền tảng cơ bản của di truyền học quần thể hiện đại. Mặc dù công bố của Weinberg trước cả Hardy, lại có kiểu mô tả dễ hiểu hơn nhiều do chỉ dùng kiến thức toán học phổ thông, nhưng thời đó có Đại chiến I, lại thêm tiếng Đức thời đó không thông dụng, nên mãi 35 năm sau bản báo cáo mới được phát hiện lại và công bố rộng rãi nhờ Curt Stern là một nhà di truyền học người Đức, đương thời đã di cư đến Hoa Kỳ. Bởi thế, sau khi phát hiện Curt Sternđã gọi phương trình này bằng tên của hai tác giả (C. Stern C: "Wilhelm Weinberg zur hundert jahrigen Wiederkehr seines Geburtsjahres". Z. Konstit-Lehre,1962 36:374-82).[8]

## Dạng tổng quát
Ở dạng tổng quát, với {\displaystyle n} alen khác nhau (ký hiệu từ 1 đến n), trong cùng {\displaystyle c} locus gen, thì các tần số kiểu gen (ký hiệu p) sẽ có giá trị được biểu diễn bằng biểu thức mở rộng {\displaystyle (p_{1}+\cdots +p_{n})^{c}}:
{\displaystyle (p_{1}+\cdots +p_{n})^{c}=\sum _{k_{1},\ldots ,k_{n}\ \in \mathbb {N} :k_{1}+\cdots +k_{n}=c}{c \choose k_{1},\ldots ,k_{n}}p_{1}^{k_{1}}\cdots p_{n}^{k_{n}}}

## Mô tả

### Với một locus có hai alen
Đây là trường hợp đơn giản nhất, trong đó một locus chỉ có hai alen khác nhau là A và a (có thể trội hoàn toàn hoặc trội không hoàn toàn gây kiểu hình trung gian).
- Mô tả toán học của Gregor Mendel về kết quả các thí nghiệm lai một tính trạng của ông tiến hành trên cây đậu Hà Lan trong bài báo "Thí nghiệm lai giống thực vật" (EXPERIMENTS IN PLANT HYBRIDIZATION) đã viết là (1A + 1a) x (1A + 1a) = 1A + 2Aa + 1a.[9] Xét về mặt toán học, đây cũng là một phương trình, trong đó tần số alen A và tần số alen a bằng nhau vì là tự thụ phấn, nên về mặt xác suất, thì (1A + 1a) = 1 nghĩa là f(A) = f(a) = 1/2. Do đó, quá trình thụ tinh giữa nhiều giao tử đực ở hạt phấn sinh ra với nhiều giao tử cái ở noãn sẽ theo biểu thức: (1/2A + 1/2a) x (1/2A + 1/2a) = 1/4AA + 2/4Aa + 1/4aa dẫn đến kết quả 3 trội + 1 lặn.
- Nhưng trong quá trình giao phấn, thì f(A) và f(a) thường khác nhau, nên không thể áp dụng công thức mà Mendel đã đưa ra. Bởi vậy, nếu gọi f(A) là p, còn gọi f(a) là q, thì p + q = 1 (tức 100%), còn sự ngẫu phối sẽ biểu diễn bằng biểu thức tổng quát hơn biểu diễn của Mendel và là: (pA + qa) x (pA + qa) = (pA + qa)2 = p2AA + 2pqAa + q2aa. Tuỳ theo trị số cụ thể của p và q, sẽ thu được các biến số là trị số cụ thể luôn liên quan với nhau của các kiểu gen AA, Aa và aa như đồ thị biểu diễn ở hình đầu trang.

### Với một locus có nhiều hơn hai alen

#### Locus có ba alen
Khi locus có 3 alen, mỗi alen có tần số a, b và c (với a, b, c > 0 và a + b + c = 1) thì các kiểu gen trong quần thể sẽ phân bố theo biểu thức: (a + b + c)2.

#### Locus có bốn alen
Khi locus có 4 alen, mỗi alen có tần số a, b, c và d (với a, b, c, d > 0 và a + b + c + d = 1) thì các kiểu gen trong quần thể sẽ phân bố theo biểu thức: (a + b + c + d)2
Như vậy:
| Số alen | Số kiểu gen       | Phân bố              | Tổng số kiểu gen |
| ------- | ----------------- | -------------------- | ---------------- |
| 2       | 1 + 2             | (a + b)2             | 3                |
| 3       | 1 + 2 + 3         | (a + b + c)2         | 6                |
| 4       | 1 + 2 + 3 + 4     | (a + b + c + d)2     | 10               |
| 5       | 1 + 2 + 3 + 4 + 5 | (a + b + c + d + e)2 | 15               |